# Immersiella immersa
Immersiella immersa är en svampart som först beskrevs av Petter Adolf Karsten, och fick sitt nu gällande namn av A.N. Mill. & Huhndorf 2004. Enligt Catalogue of Life ingår Immersiella immersa i släktet Immersiella,  och familjen Lasiosphaeriaceae, men enligt Dyntaxa är tillhörigheten istället släktet Immersiella,  och ordningen Sordariales. Arten är reproducerande i Sverige. Inga underarter finns listade i Catalogue of Life.